# Libro de los juegos

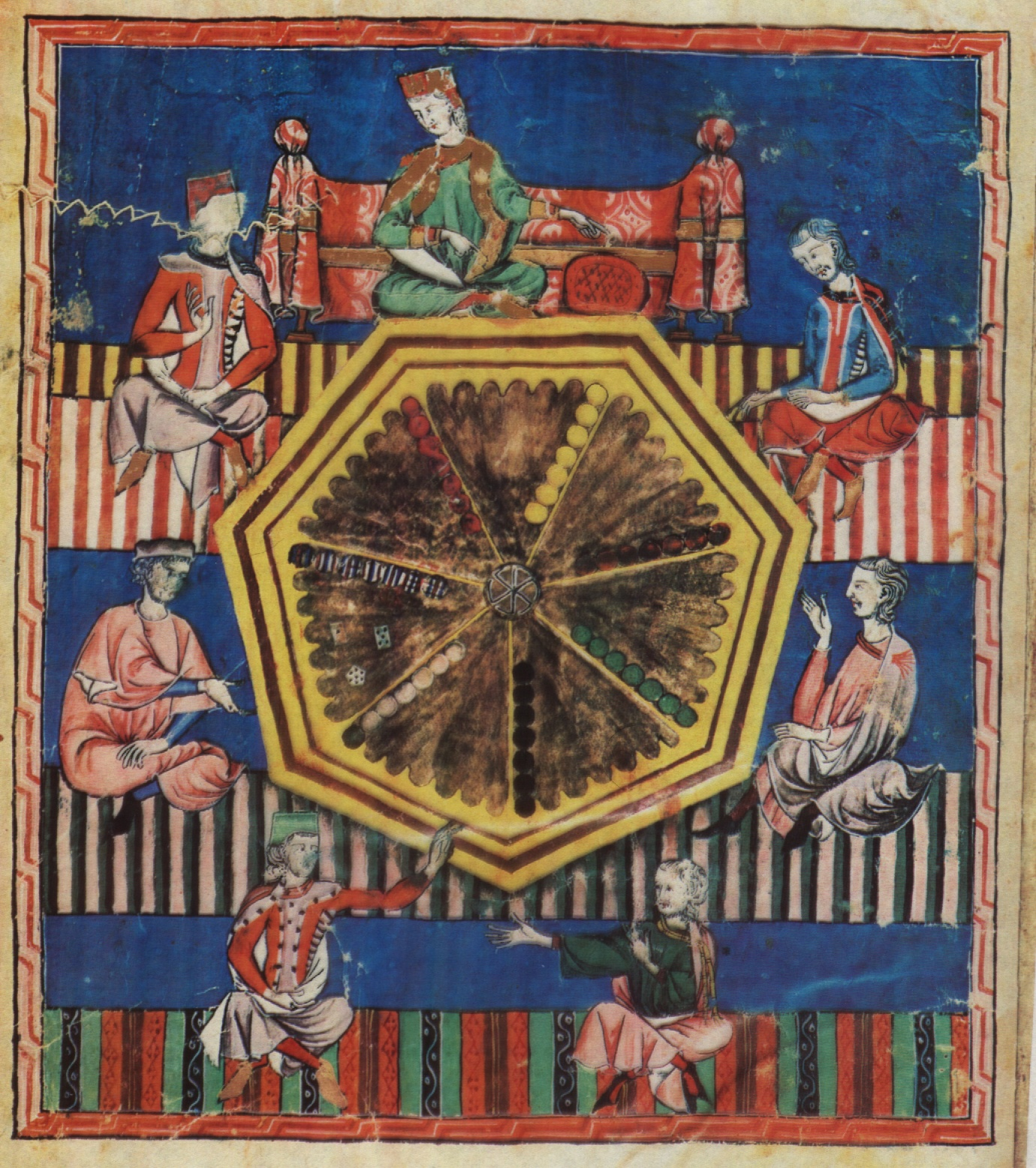
O jogo de tabuleiro astronômico, dos Libro de los juegos

O Libro de los Juegos, ("O Livro dos jogos"), ou Libro de acedrex, dados e tablas, ("Livro de xadrez, dados e tabuleiros") foi encomendado por Afonso X, Rei de Leão e Castela, durante o Século XIII sendo completado em 1283. É constituido de 98 páginas, muitas delas coloridas. Os jogos cobertos incluem o xadrez (incluindo os primeiros problemas de xadrez europeus conhecidos), dados, e tabuleiros (uma família de jogos que inclui o Gamão). O livro contém as primeiras descrições conhecidas de alguns desses jogos, incluindo muitos jogos importados dos reinos árabes.
Este é um dos mais importantes documentos de pesquisa da história dos jogos de tabuleiro, o único original conhecido está guardado na biblioteca de San Lorenzo del Escorial perto de Madrid na Espanha.